# Резолюция 239 на Съвета за сигурност на ООН
Резолюция 239 на Съвета за сигурност на ООН е приета единодушно на 15 ноември 1967 по повод кризата в Демократична република Конго.
Взимайки под внимание събитията в Демократична република Конго и бидейки убеден в опасността, която всяка чуждестранна намеса представлява за териториалната цялост и независимост на Демократична република Конго, с Резолюция 239 Съветът за сигурност, след като потвърждава постановеното в параграф 2 от Резолюция 226 (1966), осъжда всяка държава, която продължава да се възползва от или да търпи практиката за набиране на наемници и да им създава условия с цел сваляне на правителства на други държави членки на ООН. Съветът за сигурност призовава всички държави да обезпечат това, че техни територии или други територии, намиращи по техен контрол, както и техни граждани, не се използват за планирани подривни дейности, както и за набиране, трениране и изпращане на наемници с цел сваляне на правителството на Демократична република Конго. Резолюцията постановява, че Съветът за сигурност е длъжен да продължи да се занимава с този въпрос, и предлага на генералния секретар да следи за изпълнението на резолюцията.